# Saison 1 de Veronica Mars
Chronologie
Saison 2
Cet article présente les épisodes de la première saison  de la série télévisée américaine Veronica Mars.

## Distribution

### Acteurs et actrices crédités au générique
- Kristen Bell (VF : Laura Préjean) : Veronica Mars
- Percy Daggs III (VF : Yoann Sover) : Wallace Fennel (20 épisodes)
- Teddy Dunn (VF : Tony Marot) : Duncan Kane (18 épisodes)
- Jason Dohring (VF : Charles Pestel) : Logan Echolls (18 épisodes)
- Francis Capra (VF : Axel Kiener) : Eli « Weevil » Navarro (18 épisodes)
- Enrico Colantoni (VF : Érik Colin) : Keith Mars
- Sydney Tamiia Poitier (VF : Barbara Beretta) : Mallory Dent (5 épisodes[1])

### Acteurs et actrices crédités de façon récurrente
- Ryan Hansen (VF : Julien Allouf) : Dick Casablancas (10 épisodes)
- Kyle Secor (VF : Régis Lang) : Jake Kane (10 épisodes)
- Amanda Seyfried (VF : Marie-Eugénie Maréchal) : Lilly Kane (10 épisodes)
- Lisa Thornhill (VF : Ninou Fratellini) : Celeste Kane (9 épisodes)
- Duane Daniels (VF : Hervé Caradec) : Van Clemmons (8 épisodes)
- Harry Hamlin (VF : Philippe Dumont) : Aaron Echolls (8 épisodes)
- Brandon Hillock (VF : Philippe Siboulet) : Adjoint Jerry Sacks (8 épisodes)
- Bradley Joseph (VF : Vincent Ribeiro) : Felix Toombs (7 épisodes)
- Daran Norris (VF : Marc Bretonnière) : Clifford "Cliff" McCormack (7 épisodes)
- Corinne Bohrer (VF : Marie-Frédérique Habert) : Lianne Mars (6 épisodes)
- Christopher B. Duncan (VF : Thierry Mercier) : Clarence Wiedman (6 épisodes)
- Max Greenfield (VF : Adrien Antoine) : Leonardo "Leo" D'Amato (6 épisodes)
- Erica Gimpel (VF : Maïk Darah) : Alicia Fennel (5 épisodes)
- Michael Muhney (VF : Tanguy Goasdoué) : Don Lamb (5 épisodes)
- Alona Tal (VF : Marie Giraudon) : Meg Manning (5 épisodes)
- Aaron Ashmore (VF : Fabrice Trojani) : Troy Vandegraff (4 épisodes)
- Tina Majorino (VF : Élodie Ben) : Cindy "Mac" Mackenzie (4 épisodes)
- Christian Clemenson (VF : Roland Timsit) : Abel Koontz (3 épisodes)
- Kyle Gallner (VF : Brice Ournac) : Cassidy "Beaver" Casablancas (3 épisodes)
- Amanda Noret (VF : Caroline Victoria) : Madison Sinclair (3 épisodes)
- Lisa Rinna (VF : Rafaèle Moutier) : Lynn Echolls (3 épisodes)
- Alyson Hannigan (VF : Virginie Ledieu) : Trina Echolls (2 épisodes)
- Sam Huntington : Luke Haldeman (2 épisodes)
- Ken Marino (VF : Olivier Cordina) : Vinnie Van Lowe (1 épisode)
- Paris Hilton : Caitlin Ford (1 épisode)
- Jessica Chastain : Sarah Williams (1 épisode)

## Épisodes

### Épisode 1:Mars Investigation
- États-Unis : 22 septembre 2004 sur UPN
- Canada : 30 mai 2005 sur CTV
- France : 
  - 8 mars 2006 sur 13ème rue
  - 19 février 2007 sur M6
- Belgique : 30 septembre 2006 sur Plug TV
- Québec : 4 septembre 2008 sur Séries+

- États-Unis : 2,49 millions de téléspectateurs

- Kyle Secor (Jake Kane)
- Lisa Thornhill (Celeste Kane)
- Corinne Bohrer (Lianne Mars)
- Daran Norris (Cliff McCormack)
- Brandon Hillock (Adjoint Sacks)

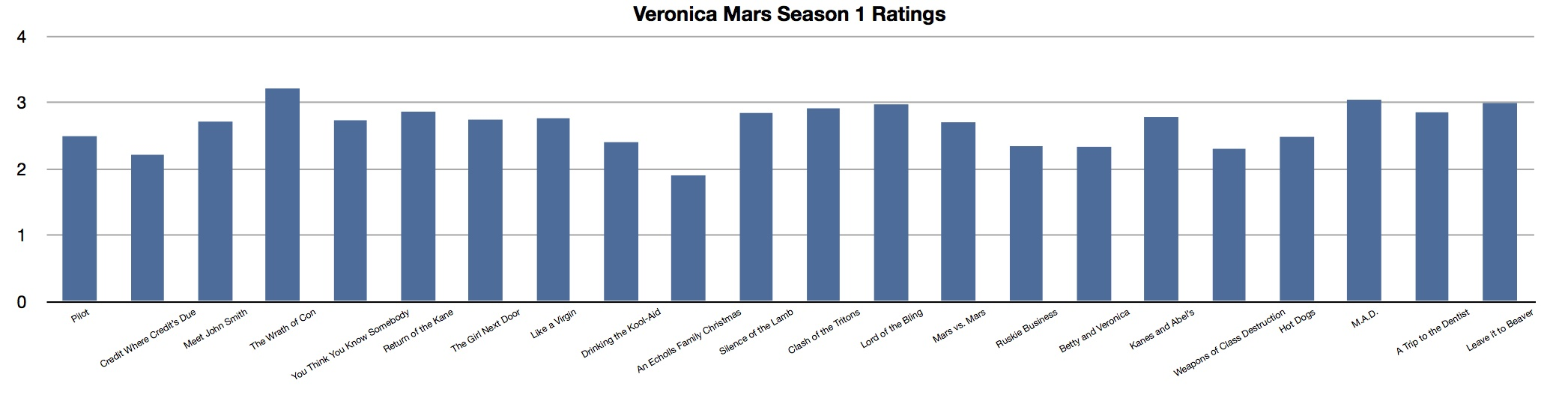
Les audiences pour la prèmiere saison de Veronica Mars.

- Duane Daniels (le proviseur Van Clemmons)
- Patrick Wolfe (Hector)

### Épisode 2:La belle vie à crédit
- États-Unis : 28 septembre 2004 sur UPN
- France :
  - 8 mars 2006 sur 13ème rue
  - 20 février 2007 sur M6
- Québec : 11 septembre 2008 sur Séries+

- États-Unis : 2,21 millions de téléspectateurs

- Kyle Secor (Jake Kane)
- Aaron Ashmore (Troy Vandegraff)
- Paris Hilton (Caitlin Ford)
- Amanda Seyfried (Lilly Kane)
- Irene Olga Lopez (Leticia Navarro)
- Brandon Hillock (Adjoint Sacks)
- Wilmer Calderon (Chardo Navarro)
- Sydney Tamiia Poitier (Ms Dent)

- Musiques : Word Up de KoЯn, Hi Lo de Under the Influence of Giants, Troubled Times de Fountains of Wayne, Here It Comes de Longwave, Lover de Maureen Davis.

Le titre original de l'épisode fait référence à l'expression To give credit where credit is due, qui signifie "il faut rendre à César ce qui est à César".
- Première apparition de Ryan Hansen (Dick Casablancas).

### Épisode 3:À la recherche de John Smith
- États-Unis : 12 octobre 2004 sur UPN
- France :
  - 15 mars 2006 sur 13ème rue
  - 21 février 2007 sur M6
- Québec : 18 septembre 2008 sur Séries+

- États-Unis : 2,71 millions de téléspectateurs

- Paula Marshall (Rebecca James)
- Kyle Secor (Jake Kane)
- Aaron Ashmore (Troy Vandegraff)
- Lisa Thornhill (Celeste Kane)
- Melissa Leo (Julia)
- Amanda Seyfried (Lilly Kane)
- Bobby Edner (Justin Smith)
- Corinne Bohrer (Lianne Mars)

Weevil n'apparaît pas dans cet épisode.

### Épisode 4:Dupés
- États-Unis : 19 octobre 2004 sur UPN
- France :
  - 15 mars 2006 sur 13ème rue
  - 22 février 2007 sur M6
- Québec : 25 septembre 2008 sur Séries+

- États-Unis : 3,21 millions de téléspectateurs

- Kyle Secor (Jake Kane)
- Aaron Ashmore (Troy Vandegraff)
- Adam Wylie (Grant Winters)
- Lisa Thornhill (Celeste Kane)
- Amanda Seyfried (Lilly Kane)
- Kyla Pratt (Georgia)

### Épisode 5:Rien à déclarer
- États-Unis : 26 octobre 2004 sur UPN
- France :
  - 22 mars 2006 sur 13ème rue
  - 23 février 2007 sur M6
- Québec : 2 octobre 2008 sur Séries+

- États-Unis : 2,73 millions de téléspectateurs

- Aaron Ashmore (Troy Vandegraff)
- Paula Marshall (Rebecca James)
- Sam Huntington (Luke Haldeman)

### Épisode 6:Le Règne de Kane
- États-Unis : 2 novembre 2004 sur UPN
- France :
  - 22 mars 2006 sur 13ème rue
  - 26 février 2007 sur M6
- Québec : 9 octobre 2008 sur Séries+

- États-Unis : 2,86 millions de téléspectateurs

- Harry Hamlin (Aaron Echolls)
- Kyle Secor (Jake Kane)
- Amanda Seyfried (Lilly Kane)
- Rachel Roth (Wanda Varner)
- Duane Daniels (Le proviseur Clemmons)
- Lisa Rinna (Lynn Echolls)
- Brandon Hillock (Adjoint Sacks)
- Amanda Noret (Madison Sinclair)

- Le titre original de l'épisode est un jeu de mots avec Le Seigneur des anneaux, dont le titre du troisième livre est Return of the King (Le Retour du roi en français).
- Dernière apparition de Sydney Tamiia Poitier (Mallory Dent).

### Épisode 7:La fille du dessus
- États-Unis : 9 novembre 2004 sur UPN
- France :
  - 29 mars 2006 sur 13ème rue
  - 27 février 2007 sur M6
- Québec : 16 octobre 2008 sur Séries+

- États-Unis : 2,74 millions de téléspectateurs

- Kyle Secor (Jake Kane)
- Steven Williams (M. Daniels)
- Amanda Seyfried (Lilly Kane)
- Adam Kaufman (Andre)
- Jessica Chastain (Sarah Williams)
- Duane Daniels (le proviseur Van Clemmons)
- John J. York (Randall)
- Brandon Hillock (Adjoint Sacks)
- Cameron Bender (Nathan)

Wallace n'apparaît pas dans cet épisode.

### Épisode 8:Le Test de pureté
- États-Unis : 23 novembre 2004 sur UPN
- France :
  - 29 mars 2006 sur 13ème rue
  - 28 février 2007 sur M6
- Québec : 23 octobre 2008 sur Séries+

- États-Unis : 2,76 millions de téléspectateurs

- Tina Majorino (Mac)
- Christian Clemenson (Abel Koontz)
- Erica Gimpel (Alicia Fennel)
- Daran Norris (Cliff McCormack)
- Brandon Hillock (Adjoint Sacks)

- Logan n'apparaît pas dans cet épisode.
- Le titre original de l'épisode fait référence à la chanson Like a Virgin de Madonna.
- Première apparition de Tina Majorino (Mack).

### Épisode 9:L'Héritier reprogrammé
- États-Unis : 30 novembre 2004 sur UPN
- France :
  - 5 avril 2006 sur 13ème rue
  - 1er mars 2007 sur M6
- Québec : 30 octobre 2008 sur Séries+

- États-Unis : 2,4 millions de téléspectateurs

- Chris William Martin (Josh)
- Jonathan Bennett (Casey Gant)
- Megalyn Echikunwoke (Rain/Debbie)

Logan n'apparaît pas dans cet épisode.

### Épisode 10:Partie de Poker
- États-Unis : 14 décembre 2004 sur UPN
- France :
  - 5 avril 2006 sur 13ème rue
  - 2 mars 2007 sur M6
- Québec : 6 novembre 2008 sur Séries+

- États-Unis : 1,9 million de téléspectateurs

- Harry Hamlin (Aaron Echolls)
- Kyle Secor (Jake Kane)
- Emmanuelle Vaugier (Monica)
- Lisa Thornhill (Celeste Kane)
- Travis Schuldt (Conner Larkin)
- Kevin Sheridan (Sean Freedrik)
- Lisa Rinna (Lynn Echolls)

### Épisode 11:Secrets de famille
- États-Unis : 4 janvier 2005 sur UPN
- France :
  - 12 avril 2006 sur 13ème rue
  - 5 mars 2007 sur M6
- Québec : 13 novembre 2008 sur Séries+

- États-Unis : 2,84 millions de téléspectateurs

- Tina Majorino (Mac)
- Aaron Paul (Eddie)
- Michael Muhney (Shérif Lamb)
- Max Greenfield (Leo D'Amato)
- Brandon Hillock (Adjoint Sacks)
- Amanda Noret (Madison Sinclair)

Logan et Duncan n'apparaissent pas dans cet épisode.

### Épisode 12:Les Tritons
- États-Unis : 11 janvier 2005 sur UPN
- France :
  - 12 avril 2006 sur 13ème rue
  - 7 mars 2007 sur M6
- Québec : 20 novembre 2008 sur Séries+

- États-Unis : 2,91 millions de téléspectateurs

- Brandon Hillock (Adjoint Sacks)
- JD Pardo (Rick)
- Paula Marshall (Rebecca James)
- Harry Hamlin (Aaron Echolls)
- Michael Muhney (Shérif Lamb)
- Daran Norris (Cliff McCormack)
- Lisa Rinna (Lynn Echolls)

### Épisode 13:Gangsta rapt
- États-Unis : 8 février 2005 sur UPN
- France :
  - 19 avril 2006 sur 13ème rue
  - 8 mars 2007 sur M6
- Québec : 27 novembre 2008 sur Séries+

- États-Unis : 2,97 millions de téléspectateurs

- Anthony Anderson (Percy "Bone" Hamilton)
- Harry Hamlin (Aaron Echolls)
- Jermaine Williams (Bryce Hamilton)
- Amanda Seyfried (Lilly Kane)
- Bruce Nozick (Sam Bloom)
- Sam Sarpong (Dime Bag)
- Jowharah Jones (Yolanda Hamilton)
- Shari Headley (Vanessa Hamilton)

Weevil n'apparaît pas dans cet épisode.

### Épisode 14:Mars contre Mars
- États-Unis : 15 février 2005 sur UPN
- France :
  - 19 avril 2006 sur 13ème rue
  - 9 mars 2007 sur M6
- Québec : 4 décembre 2008 sur Séries+

- États-Unis : 2,7 millions de téléspectateurs

- Adam Scott (Mr. Rooks)
- Lisa Long (Jessica Fuller)
- Christian Clemenson (Abel Koontz)
- Christine Lakin (Susan Knight)
- Leighton Meester (Carrie Bishop)
- Daran Norris (Cliff McCormack)
- Duane Daniels (Le proviseur Clemmons)
- Deborah Vancelette (Sandra Bolan)
- Max Greenfield (Leo D'Amato)

### Épisode 15:Éclipse totale du cœur
- États-Unis : 22 février 2005 sur UPN
- France :
  - 26 avril 2006 sur 13ème rue
  - 12 mars 2007 sur M6
- Québec : 11 décembre 2008 sur Séries+

- États-Unis : 2,34 millions de téléspectateurs

- Alyson Hannigan (Trina Echolls)
- Cynthia Lamontagne (Catherine)
- Corinne Bohrer (Lianne Mars)
- Max Greenfield (Leo D'Amato)
- Alona Tal (Meg Manning)
- Christopher B. Duncan (Clarence Wiedman)
- Zachery Bryan (Caz)

### Épisode 16:Betty
- États-Unis : 29 mars 2005 sur UPN
- France :
  - 26 avril 2006 sur 13ème rue
  - 13 mars 2007 sur M6
- Québec : 18 décembre 2008 sur Séries+

- États-Unis : 2,33 millions de téléspectateurs

- Kyle Secor (Jake Kane)
- Lisa Thornhill (Celeste Kane)
- Kyle Searles (Richie)
- Corinne Bohrer (Lianne Mars)
- Max Greenfield (Leo D'Amato)
- Alona Tal (Meg Manning)
- Christopher B. Duncan (Clarence Wiedman)

Logan n'apparaît pas dans cet épisode.

### Épisode 17:Kane et Abel
- États-Unis : 5 avril 2005 sur UPN
- France :
  - 3 mai 2006 sur 13ème rue
  - 14 mars 2007 sur M6
- Québec : 25 décembre 2008 sur Séries+

- États-Unis : 2,78 millions de téléspectateurs

- Amanda Seyfried (Lilly Kane)
- Kyle Secor (Jake Kane)
- Lisa Thornhill (Celeste Kane)
- Christopher B. Duncan (Clarence Wiedman)
- Erin Chambers (Amelia DeLongpre)
- Megan Henning (Sabrina Fuller)
- Ken Marino (Vinnie Vanlowe)
- Zachery Ty Bryan (Caz)
- Leonard Wu (Harrison Cho)
- Duane Daniels (Proviseur Clemmons)
- Beverly Sanders (Elaine Vanlowe)

Wallace n'apparaît pas dans cet épisode.

### Épisode 18:Compte à rebours
- États-Unis : 12 avril 2005 sur UPN
- France :
  - 3 mai 2006 sur 13ème rue
  - 15 mars 2007 sur M6
- Québec : 1er janvier 2009 sur Séries+

- États-Unis : 2,3 millions de téléspectateurs

- Jonathan Taylor Thomas (Ben)
- Tina Majorino (Mac)
- Alona Tal (Meg Manning)
- Max Greenfield (Leo D'Amato)
- Erica Gimpel (Alicia Fennel)
- Duane Daniels (Proviseur Clemmons)
- Theo Rossi (Norris)
- Joey Lauren Adams (Geena Stafford)
- Michael McMillian (Pete)

Logan et Veronica échangent leur premier baiser.
Weevil n'apparait pas dans cet épisode.

### Épisode 19:Chiens perdus
- États-Unis : 19 avril 2005 sur UPN
- France :
  - 10 mai 2006 sur 13ème rue
  - 16 mars 2007 sur M6
- Québec : 8 janvier 2009 sur Séries+

- États-Unis : 2,48 millions de téléspectateurs

- Alyson Hannigan (Trina Echolls)
- Harry Hamlin (Aaron Echolls)
- Amanda Seyfried (Lilly Kane)
- Max Greenfield (Leo D'Amato)
- Lisa Thornhill (Celeste Kane)
- Claire Titelman (Mandy)
- Matthew Carey (Hans)
- Jeff Parise (Dylan)
- Jesse C. Boyd (Lenny Sopher)

### Épisode 20:Destruction mutuelle assurée
- États-Unis : 26 avril 2005 sur UPN
- France :
  - 10 mai 2006 sur 13ème rue
  - 19 mars 2007 sur M6
- Québec : 15 janvier 2009 sur Séries+

- États-Unis : 3,04 millions de téléspectateurs

- Tina Majorino (Mac)
- Harry Hamlin (Aaron Echolls)
- Daran Norris (Cliff McCormack)
- Christopher B. Duncan (Clarence Wiedman)
- Erica Gimpel (Alicia Fennel)
- Natalia Baron (Carmen Ruiz)
- Kyle Gallner (Cassidy 'Beaver' Casablancas)
- Jeff D'Agostino (Tad Wilson)
- Ryan Hansen (Dick Casablancas)

- Duncan n'apparaît pas dans cet épisode.
- Première apparition de Kyle Gallner (Beaver).

### Épisode 21:Le Coup du dentiste
- États-Unis : 3 mai 2009 sur UPN
- France :
  - 17 mai 2006 sur 13ème rue
  - 20 mars 2007 sur M6
- Québec : 22 janvier 2009 sur Séries+

- États-Unis : 2,85 millions de téléspectateurs

- Harry Hamlin (Aaron Echolls)
- Erica Gimpel (Alicia Fennel)
- Alona Tal (Meg Manning)
- Lisa Thornhill (Celeste Kane)
- Christopher B. Duncan (Clarence Wiedman)
- Corinne Bohrer (Lianne Mars)
- Kyle Gallner (Cassidy 'Beaver' Casablancas)
- Kevin Sheridan (Sean Freedrik)
- Jonathan Bennett (Casey Gant)
- Sam Huntington (Luke Haldeman)
- Leighton Meester (Carrie Bishop)
- Ryan Hansen (Dick Casablancas)
- Daniel Bess (Cole)
- Jennifer Gareis (Cheyenne)
- Amanda Noret (Madison Sinclair)

### Épisode 22:La Vérité sur Lilly
- États-Unis : 10 mai 2005 sur UPN
- France :
  - 17 mai 2006 sur 13ème rue
  - 21 mars 2007 sur M6
- Québec : 29 janvier 2009 sur Séries+

- États-Unis : 2,99 millions de téléspectateurs

- Amanda Seyfried (Lilly Kane)
- Harry Hamlin (Aaron Echolls)
- Kyle Secor (Jake Kane)
- Lisa Thornhill (Celeste Kane)
- Erica Gimpel (Alicia Fennel)
- Corinne Bohrer (Lianne Mars)
- Daran Norris (Cliff McCormack)
- Michael Muhney (Shérif Lamb)
- Kyle Gallner (Cassidy 'Beaver' Casablancas)
- Jennifer Gareis (Cheyenne)
- Steve Rankin (Lloyd)
- Ryan Hansen (Dick Casablancas)
- Brandon Hillock (Adjoint Sacks)